# Saint-Samson-la-Poterie
Saint-Samson-la-Poterie è un comune francese di 252 abitanti situato nel dipartimento dell'Oise della regione dell'Alta Francia.

## Società

### Evoluzione demografica
Abitanti censiti